# Julia Michalska
Julia Ludwika Michalska (Kozienice, 21 de julio de 1985) es una deportista polaca que compitió en remo.
Participó en dos Juegos Olímpicos de Verano, obteniendo una medalla de bronce en Londres 2012, en la prueba de doble scull, y el sexto lugar en Pekín 2008, en la prueba de scull individual.
Ganó dos medallas en el Campeonato Mundial de Remo, en los años 2009 y 2010, y una medalla de plata en el Campeonato Europeo de Remo de 2010.

## Palmarés internacional
| Juegos Olímpicos   | Juegos Olímpicos            | Juegos Olímpicos  | Juegos Olímpicos |
| Año                | Lugar                       | Medalla           | Prueba           |
| ------------------ | --------------------------- | ----------------- | ---------------- |
| 2012               | Londres (Reino Unido)       | Medalla de bronce | Doble scull      |
| Campeonato Mundial |                             |                   |                  |
| Año                | Lugar                       | Medalla           | Prueba           |
| 2009               | Poznań (Polonia)            | Medalla de oro    | Doble scull      |
| 2010               | Cambridge (Nueva Zelanda)   | Medalla de bronce | Doble scull      |
| Campeonato Europeo |                             |                   |                  |
| Año                | Lugar                       | Medalla           | Prueba           |
| 2010               | Montemor-o-Velho (Portugal) | Medalla de plata  | Doble scull      |